# 江曽島駅

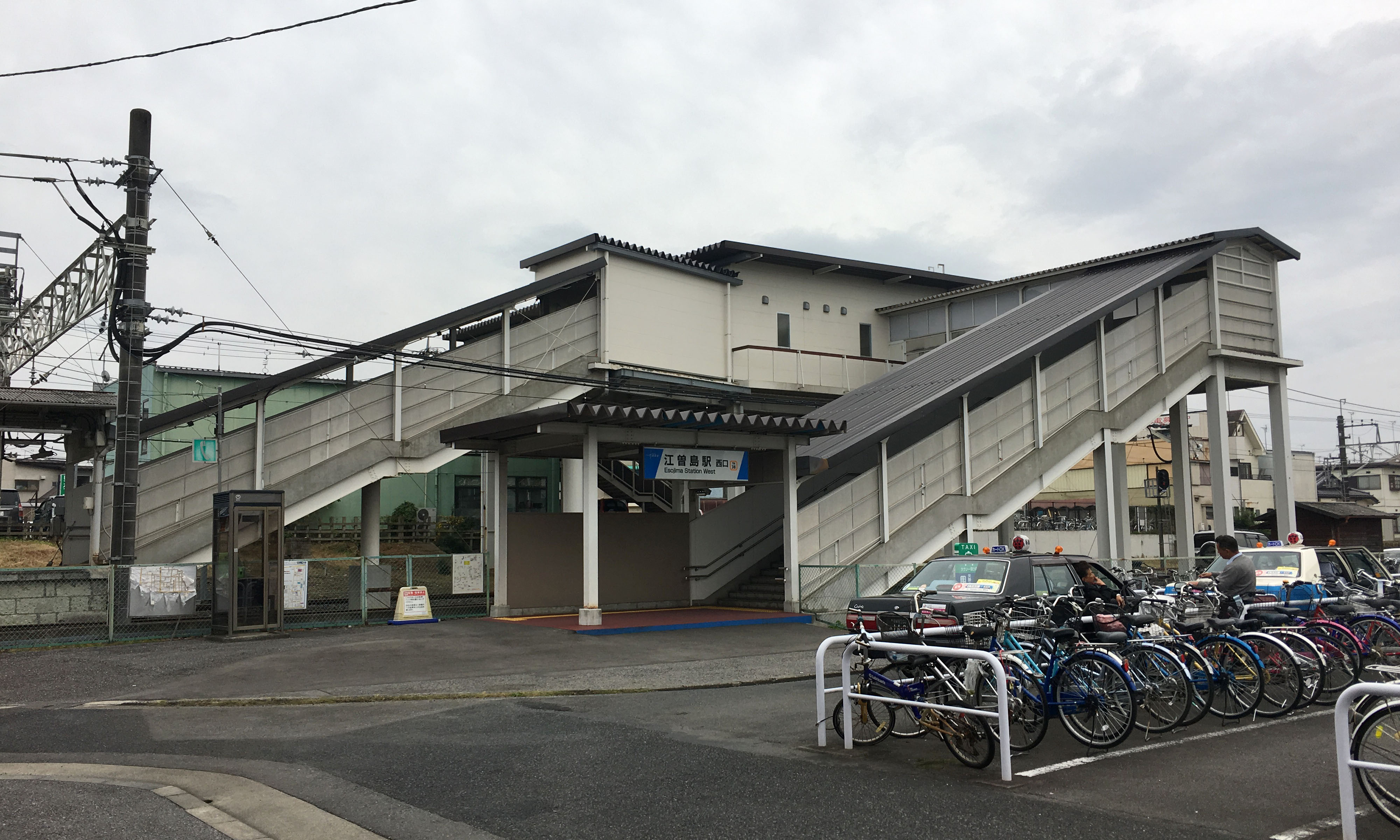
駅舎西口（2017年11月8日撮影）

江曽島駅（えそじまえき）は、栃木県宇都宮市大和二丁目にある東武鉄道宇都宮線の駅である。駅番号はTN 38。

## 歴史
- 1944年（昭和19年）7月1日 - 開業[1]。
- 1982年（昭和57年）6月1日 - 橋上駅舎化。

## 駅構造
島式ホーム1面2線を持つ地上駅で橋上駅舎を有する。PASMO対応簡易ICカード改札機設置駅。

### のりば
| 番線 | 路線     | 方向 | 行先           |
| ---- | -------- | ---- | -------------- |
| 1    | 宇都宮線 | 下り | 東武宇都宮方面 |
| 2    | 宇都宮線 | 上り | 新栃木方面     |

## 利用状況
2024年度の1日平均乗降人員は1,704人である。
近年の1日平均乗降人員および乗車人員の推移は下記の通り。
| 年度               | 1日平均 乗降人員 | 1日平均 乗車人員 | 出典        |
| ------------------ | ---------------- | ---------------- | ----------- |
| 2001年（平成13年） | 2,915            |                  | [ 東武 2 ]  |
| 2002年（平成14年） | 2,698            |                  | [ 東武 3 ]  |
| 2003年（平成15年） | 2,627            |                  | [ 東武 4 ]  |
| 2004年（平成16年） | 2,638            |                  | [ 東武 5 ]  |
| 2005年（平成17年） | 2,581            |                  | [ 東武 6 ]  |
| 2006年（平成18年） | 2,576            |                  | [ 東武 7 ]  |
| 2007年（平成19年） | 2,606            |                  | [ 東武 8 ]  |
| 2008年（平成20年） | 2,524            | 1,260            | [ 東武 9 ]  |
| 2009年（平成21年） | 2,420            | 1,212            | [ 東武 10 ] |
| 2010年（平成22年） | 2,283            | 1,142            | [ 東武 11 ] |
| 2011年（平成23年） | 2,261            | 1,107            | [ 東武 12 ] |
| 2012年（平成24年） | 2,339            | 1,145            | [ 東武 13 ] |
| 2013年（平成25年） | 2,347            | 1,146            | [ 東武 14 ] |
| 2014年（平成26年） | 2,309            | 1,134            | [ 東武 15 ] |
| 2015年（平成27年） | 2,285            | 1,124            | [ 東武 16 ] |
| 2016年（平成28年） | 2,191            | 1,112            | [ 東武 17 ] |
| 2017年（平成29年） | 2,197            | 1,116            | [ 東武 18 ] |
| 2018年（平成30年） | 2,144            | 1,089            | [ 東武 19 ] |
| 2019年（令和元年） | 2,102            |                  | [ 東武 20 ] |
| 2020年（令和02年） | 1,534            |                  | [ 東武 21 ] |
| 2021年（令和03年） | 1,659            | 817              | [ 東武 22 ] |
| 2022年（令和04年） | 1,683            | 830              | [ 東武 23 ] |
| 2023年（令和05年） | 1,673            | 824              | [ 東武 24 ] |
| 2024年（令和06年） | 1,704            | 837              | [ 東武 1 ]  |

## 駅周辺
駅名の「江曽島」はもとは旧横川村西部にあった地名で、この一帯は1954年（昭和29年）の横川村本体の宇都宮市編入に先立って1952年（昭和27年）に部分的に宇都宮市へ編入された区域である。現在の江曽島周辺は陽南通りや江曽島本通りなどを中心に住宅街として発展している。

### 西口
- 栃木運輸支局
- 宇都宮市南消防署陽南分署
- 宇都宮市立姿川中学校
- 陽南第1公園
- 宇都宮南病院
- 東日本旅客鉄道（JR東日本）日光線 鶴田駅
- 足利銀行江曽島支店

### 東口
- 宇都宮南警察署宮本町交番
- 宇都宮市役所陽南出張所
- 宇都宮市立陽南小学校
  - 宇都宮市陽南地域コミュニティセンター
- 陽南第2公園
- 宮原運動公園
  - 宇都宮市宮原運動公園野球場（宮原球場）
- 宇都宮市陽南プール
- 栃木県自動車学校
- 栃木県立がんセンター
- 栃木県立衛生福祉大学校
- 報徳会宇都宮病院
- 宇都宮双葉郵便局
- 宇都宮江曽島郵便局
- 関東自動車「江曽島駅」停留所
- ドン・キホーテ アピタ宇都宮店
- 栃木信用金庫 江曽島支店

## 隣の駅
東武鉄道
 宇都宮線
西川田駅（TN 37） - 江曽島駅（TN 38） - 南宇都宮駅（TN 39）